# Leo August Pochhammer
Leo August Pochhammer (* 25. August 1841 in Stendal; † 24. März 1920 in Kiel) war ein deutscher Mathematiker und Namensgeber für das Pochhammer-Symbol.

## Leben
Pochhammer wuchs in Berlin auf und studierte von 1859 bis 1863 Mathematik und Physik an der Friedrich-Wilhelms-Universität Berlin. Er promovierte 1863 bei Ernst Eduard Kummer zum Dr. phil. 1872 folgte die Habilitation. Die nächsten zwei Jahre war er Privatdozent in Berlin. Im Jahre 1874 wurde er a.o. Professor an der Christian-Albrechts-Universität zu Kiel. Nachdem an nämlicher Universität 1877 das Mathematische Seminar gegründet worden war, wurde mit der Ernennung Pochhammers zum o. Professor ein zweiter Lehrstuhl für Mathematik eingerichtet. Am 22. Mai 1877 wurde ein Reglement für das mathematische Seminar an der Königlichen Universität in Kiel erlassen. Neben Georg Daniel Eduard Weyer wurde Pochhammer zu einem der Direktoren des Seminars ernannt. In den Jahren 1893/94 war er Rektor der Universität. In seiner Rektoratsrede am 6. März 1893 lieferte er einen „Beitrag zur Frage des Universitäts-Studiums der Frauen“. Er plädierte dafür, Frauen und Mädchen mehr Bildungsmöglichkeiten zu bieten (damals war in Deutschland Frauen der Hochschulzugang nicht gestattet), sprach ihnen aber größtenteils Eignung und Interesse für das Universitätsstudium ab. Daher sollten seiner Meinung nach Frauenhochschulen mit vereinfachten Zugangsvoraussetzungen geschaffen und Frauen die Gelegenheit gegeben werden, sich z. B. „zu Ärzten zweiter Klasse auszubilden“. 1895 wurde er zum Geh. Regierungsrat ernannt. Von 1876 bis 1914 erteilte er nebenamtlich Unterricht an der Marineakademie und -schule (Kiel). Nur wenige Monate nach seiner Emeritierung 1919 starb er. Nachfolger auf dem zweiten Lehrstuhl wurde Otto Toeplitz.

## Wirken
Pochhammers mehr als vierzigjähriges Wirken in Kiel ist gekennzeichnet durch die beeindruckende Fülle und Vielfalt seiner Lehrtätigkeit sowie durch sein reichhaltiges wissenschaftliches Werk. Er wurde beschrieben als ein „überaus eifriger und gewissenhafter Docent“. In seinen Vorlesungen, die entsprechend dem Reglement durch regelmäßige Übungen und Seminare ergänzt wurden, behandelte er nahezu alle Gebiete damaliger Mathematik und war damit neben anderen verantwortlich für eine erhebliche Ausweitung des Lehrbetriebs. Seine zahlreichen Schriften sind hauptsächlich der Theorie gewöhnlicher und partieller Differentialgleichungen gewidmet, oft im Zusammenhang mit physikalischen Problemen. Vor allem seine Untersuchungen zur hypergeometrischen Differentialgleichung und ihren Verallgemeinerungen sind bis heute mit seinem Namen verknüpft (Pochhammer-Symbol). In einer Reihe anderer Arbeiten befasste er sich mit der Elastizität eines Stabes, der Ausbreitung von Schwingungen in Kreiszylindern und Differentialgleichungen für elastische isotrope Medien.